# Clarkdale
Clarkdale — кодова назва для процесорів Intel, які спочатку продавались для десктопів під брендами Intel Core i5, Core i3 і Pentium. Схожі з мобільним процесором Arrandale; обидва використовують двоядерні чипи на основі Westmere (32 нм версії мікроархітектури Nehalem) і мають інтегровану графіку, а також шини PCI Express і DMI.

#### «Clarkdale» (32нм)
- Засновані на мікроархітектурі Westmere.
- Підтримують: MMX, SSE, SSE2, SSE3, SSSE3, SSE4.1, SSE4.2, Enhanced Intel SpeedStep Technology (EIST), Intel 64, XD bit (an NX bit implementation), TXT (крім i5-661), Intel VT-x, Hyper-Threading, Turbo Boost, AES-NI, Smart Cache.
- Core i5-655K, Core i5-661 не підтримують Intel TXT і Intel VT-d.[1]
- Core i5-655K має розблокований множник.
- CPU — 32нм, GPU — 45нм.

Графічний чип виготовлений за більш старої 45-нм технології. Останнє пов'язано з тим, що раніше Intel збиралася випустити подібне рішення повністю по 45-нм техпроцесу (сімейства Havendale та Auburndale), але, мабуть, розробка їх занадто затягнулася
- Транзисторів в CPU: 382 млн.
- Площа чипа CPU: 81 мм ²
- Транзисторів в GPU: 177 млн.
- Площа чипа GPU: 114 мм ²